# Tóchni
Tóchni (grec moderne : Τόχνη) est un village chypriote situé dans le district de Larnaca et comptant plus de 424 habitants.